# Drassyllus mazus
Espèce
Drassyllus mazus est une espèce d'araignées aranéomorphes de la famille des Gnaphosidae.

## Distribution
Cette espèce est endémique du Jalisco au Mexique,. Elle se rencontre à Mazamitla.

## Description
Les femelles mesurent de 4,07 à 4,69 mm.

## Publication originale
- Platnick & Shadab, 1982 : A revision of the American spiders of the genus Drassyllus (Araneae, Gnaphosidae). Bulletin of the American Museum of Natural History, no 173, p. 1-97 (texte intégral).